# Palácio do Beilerbei

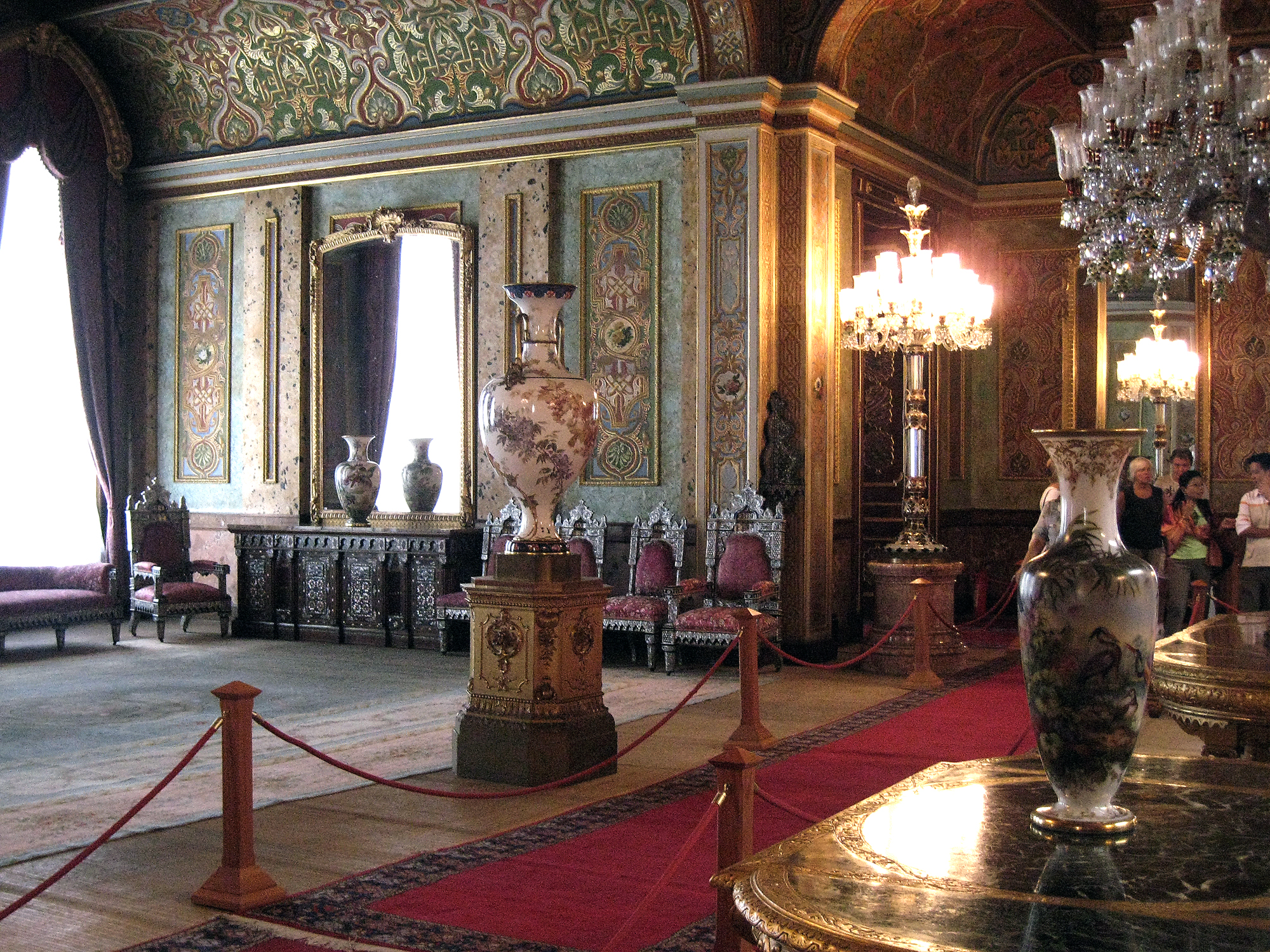
Interior de uma das salas do palácio

O Palácio de Beilerbei (em turco: Beylerbeyi Sarayı) é uma antiga residência dos sultões do Império Otomano situada na margem oriental (asiática) do Bósforo, muito perto da Ponte do Bósforo, no bairro de Beilerbei do distrito de Uscudar, Istambul, Turquia. Foi construído entre 1861 e 1865 por ordem do sultão Abdulazize como residência de veraneio e de recreio para chefes de estado estrangeiros de visita a Istambul. É da autoria dos arquitetos arménios de Istambul Sarkis e Hagop Balian.

## História
O termo beilerbei (bei de beis; senhor de senhores) era o nome em turco dado aos governador-gerais, e provém do título de Maomé Paxá, que mandou construir no local uma casa. Os sultões imitaram-no e construíram várias mansões. Finalmente, em 1829, Mamude II mandou construir um konak (mansão ou casa apalaçada tradicional otomana) em madeira à beira do Bósforo, a qual foi destruída por um incêndio.
Uma das visitas estrangeiras mais famosas do palácio foi a imperatriz Maria Eugénia, esposa de Napoleão III , que por esteve no palácio em 1869, quando se dirigia para a inauguração do Canal do Suez. Essa visita ficou marcada por um episódio burlesco: a imperatriz foi esbofeteada na face pela mãe do sultão por se ter atrevido a entrar no palácio de braço dado com Abdulazize. Apesar dessa receção inicial, Maria Eugénia ficou tão bem impressionada com a elegância do palácio que mandou fazer uma cópia da janela do quarto de hóspedes para o seu quarto no Palácio das Tulherias, em Paris.
Dentre os demais visitantes reais estão, por exemplo, Francisco José I da Áustria, o Xá Cajar Naceradim Xá, o príncipe Nicolau I de Montenegro, o príncipe herdeiro Óscar da Suécia e os duques de Windsor britânicos Eduardo VIII e Wallis. O palácio serviu de prisão domiciliária ao sultão deposto Abdulamide II de 1912 até à sua morte em 1918.

## Descrição
O palácio foi projetado pelos irmãos Sarkis e Hagop Balian, membros da família de arquitetos arménios Balian, cujos membros foram autores de diversas obras importantes para a corte otomana. De estilo neobarroco ou  Segundo Império, o palácio tem uma aparência relativamente sóbria quando comparado com a exuberância dos palácios anteriores de Dolmabahçe e Küçüksu, outras obras em que os Balian estiveram envolvidos.
A vista mais atraente do palácio é do Bósforo, de onde se tem uma melhor visão dos seus dois pavilhões de banhos, um para o harém (mulheres) e outro para o selamlik (homens). O palácio encontra-se num dos terraços dos jardins, nos quais as árvores são provenientes de várias partes do Império Otomano. Os jardins são conhecidos principalmente pelas suas magnólias
O edifício principal é mármore branco e de forma retangular. Tem rés do chão e dois andares superiores. Um dos salões mais belos é o das receções, o qual tem um lago e uma fonte. A água corrente era popular nas casas otomanas pelo seu ruído agradável e efeito refrescante nos dias quentes. Os tetos foram construídos com base em esboços desenhados pelo próprio sultão Abdulazize.
Os pavimentos usam tapetes egípcios de palha no chão como forma de isolamento térmico, eficaz tanto no inverno como no verão. A maior parte dos candeeiros são de cristal francês Baccarat e os tapetes são turcos de Hereke.